# Silvius
Silvius är ett släkte av tvåvingar. Silvius ingår i familjen bromsar.

## Bildgalleri

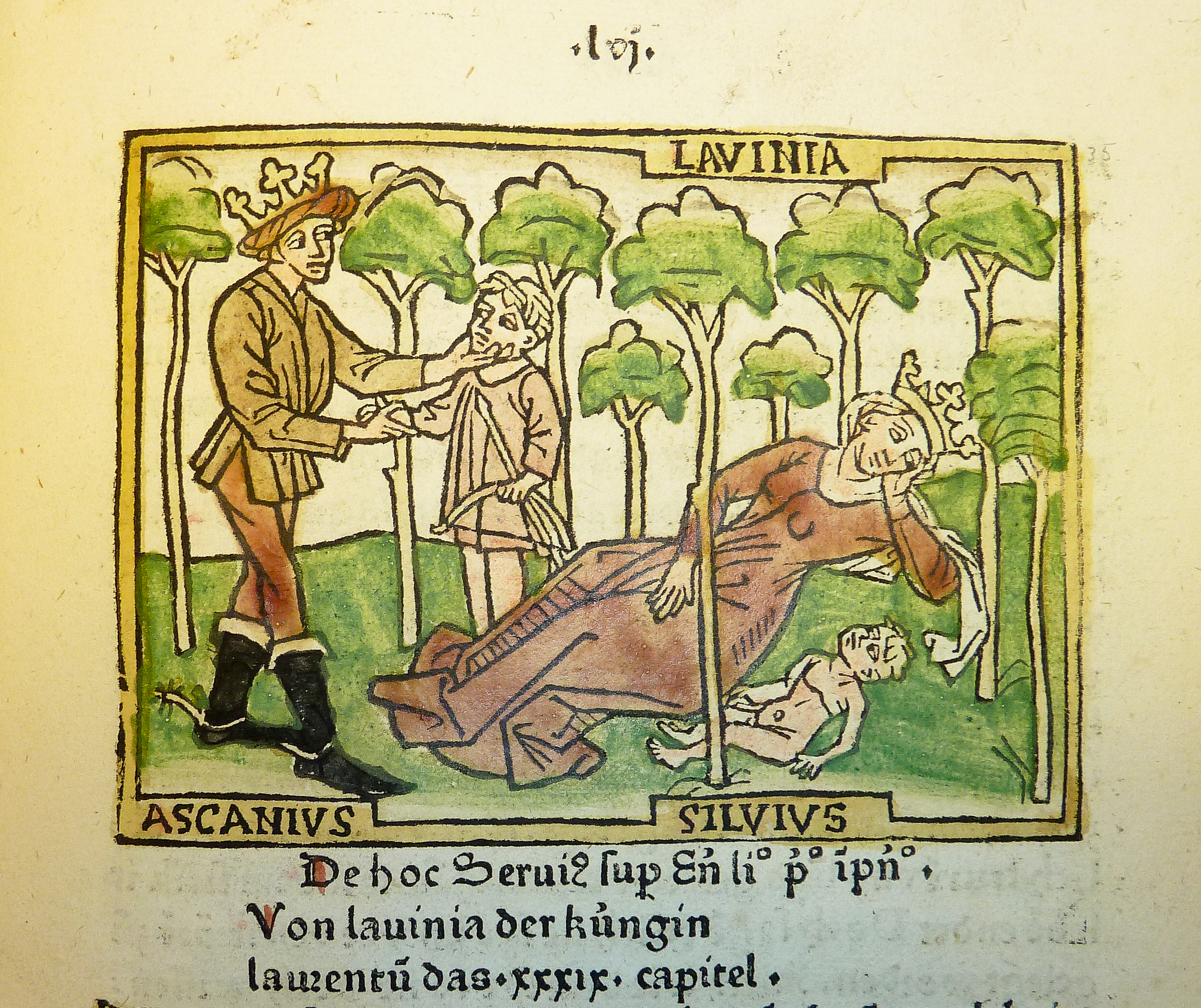

## Dottertaxa tillSilvius, i alfabetisk ordning[1]
- Silvius abdominalis
- Silvius algirus
- Silvius alpinus
- Silvius anchoricallus
- Silvius appendiculatus
- Silvius aquila
- Silvius atitlanensis
- Silvius ceras
- Silvius ceylonicus
- Silvius cordicallus
- Silvius dorsalis
- Silvius formosensis
- Silvius gibsoni
- Silvius gigantulus
- Silvius graecus
- Silvius indianus
- Silvius inflaticornis
- Silvius jeanae
- Silvius latifrons
- Silvius matsumurai
- Silvius megaceras
- Silvius melanopterus
- Silvius microcephalus
- Silvius notatus
- Silvius ochraceus
- Silvius olsufjevi
- Silvius omeishanensis
- Silvius ornatus
- Silvius oshimaensis
- Silvius peculiaris
- Silvius philipi
- Silvius pollinosus
- Silvius quadrivittatus
- Silvius sayi
- Silvius shirakii
- Silvius suifui
- Silvius tanyceras
- Silvius variegatus
- Silvius zaitzevi